# Друкарёв, Григорий Филиппович
Григорий Филиппович Друкарёв (15 апреля 1919, Могилёв — 7 октября 1986, Ленинград) — советский физик-теоретик. Доктор физико-математических наук, профессор. Основные научные работы — по физике электронных и атомных столкновений.

## Биография
Родился в Могилёве в семье ремесленника-шляпочника. Окончил Физический факультет МГУ (годы учёбы 1936—1941). Во время Великой Отечественной войны участвовал в народном ополчении, однако был демобилизован по близорукости. С 1945 года — аспирант Я. И. Френкеля в Ленинградском физико-техническом институте, окончил аспирантуру досрочно. 
С 1947 года работал в Ленинградском университете на кафедре теоретической физики (затем на кафедре квантовой механики) на должностях лаборанта, ассистента, доцента, профессора. Читал в основном курсы квантовой механики и теории столкновений.
Велика роль Г.Ф. Друкарева в организации семинара по теории атомных столкновений на кафедре квантовой механики, который впоследствии перерос рамки кафедрального и объединял людей других факультетов (матмех), институтов (ГОИ, ФТИ и др.), городов (Москва, Рига, Ташкент, Тбилиси, Ужгород и др.).
Жена — Г. Е. Гернет (1920—2006), дочь Е. С. Гернета, астроном, кандидат физико-математических наук, в течение нескольких десятилетий была доцентом кафедры высшей математики Ленинградского электротехнического института связи им. Бонч-Бруевича (ЛЭИС), участник Великой Отечественной войны, награждена несколькими медалями СССР и РФ.
Сын — Евгений (08.07.1947—13.12.2020), физик-теоретик, доктор физико-математических наук, ведущий научный сотрудник Петербургского института ядерной физики имени Б. П. Константинова.
.